# Mazuku

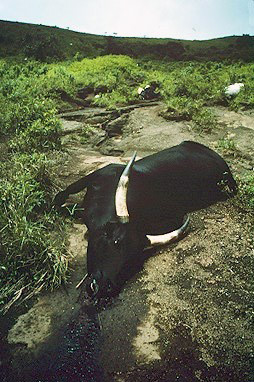
Vaca muerta por las emanaciones de un mazuku del Lago Nyos, Camerún.

El mazuku es un fenómeno natural que consiste en que una bolsa de aire pobre en oxígeno permanece sobre la superficie de la Tierra, lo que puede resultar fatal para la vida animal o humana cercana.
El término mazuku proviene del idioma suajili y se puede traducir como «aliento del diablo» o «viento maligno».
Los mazuku se crean cuando un gas inodoro e incoloro, como el dióxido de carbono, se acumula en cubetas más o menos profundas. El CO2, que es más pesado que el aire (que consiste en dinitrógeno y dioxígeno) y por eso se estanca sobre el suelo, no es detectable ni visual ni olfativamente.
Otros gases volcánicos, como el dióxido de azufre, tienen olores desagrables y a veces producen ligeras neblinas de coloración amarilla lo que permite detectar su presencia. Los gases que forman los mazuku desplazan simplemente el aporte en oxígeno, creando un peligroso espacio confinado de aire respirable empobrecido, en plena naturaleza. La mayoría de las veces son los niños quienes son las primeras víctimas de mazuku, debido a su talla que hace que lo inhalen antes por la boca. De vez en cuando aparecen esqueletos de uno o más animales que revelan la existencia en un lugar de un antiguo mazuku.
El lago Kivu es un ejemplo de un lago donde se producen mazuku. En 2006, tres esquiadores de una patrulla fallecieron después de caer en una cueva en la montaña Mammoth, en California, que contenía un mazuku.
Una característica notable de los mazuku fue presentada en un documental de televisión dedicado a los volcanes de las montañas Virunga, creado por Nova PBS, titulado Un volcán dans la ville haciendo alusión al volcán Nyiragongo que amenaza la ciudad de Goma. En este documental, se ve a Jacques Durieux, un vulcanólogo francés nacido en Bélgica, reunirse y hablar en suajili con la población de un pueblo próximo a un mazuku, advirtiéndoles de la trampa mortal. Para ello, arroja al fondo del mazuku un fuego de señalización, y la acción del fumígeno crea una columna de humo bastante estrecha que se eleva justo hasta desparramarse horizontalmente, a una altura de más de tres metros del fumígeno, evidenciando la anchura y la altura de mazuku. En este, incluso un hombre alto no sobreviviría.